# 08-XX
Classificazione delle ricerche matematiche: sezioni di livello 1

00-XX 01 03 05 06 08 | 11 12 13 14 15 16 17 18 19 20 22 | 26 28 30 31 32 33 34 35 37 39 40 41 42 43 44 45 46 47 49 | 
 51 52 53 54 55 57 58 | 60 62 65 68 | 70 74 76 78 | 80 81 82 83 85 86 | 90 91 92 93 94 97-XX
In matematica 08-XX è la sigla della sezione primaria dello schema di classificazione MSC dedicata ai sistemi algebrici generali.
Questa pagina presenta la struttura ad albero delle sue sottosezioni secondarie e terziarie.

## 08-XX
sistemi algebrici generali
- 08-00 opere di riferimento generale (manuali, dizionari, bibliografie ecc.)
- 08-01 esposizione didattica (libri di testo, articoli tutoriali ecc.)
- 08-02 esposizione avanzata (monografie, articoli di rassegna ecc.)
- 08-03 opere storiche {!va assegnato almeno un altro numero di classificazione della sezione 01-XX}
- 08-04 calcolo automatico esplicito e programmi (non teoria della computazione o della programmazione)
- 08-06 atti, conferenze, collezioni ecc.

## 08Axx
strutture algebriche
[vedi anche 03C05]
- 08A02 sistemi relazionali, leggi di composizione
- 08A05 teoria strutturale
- 08A30 sottoalgebre, relazioni di congruenza
- 08A35 automorfismi, endomorfismi
- 08A40 operazioni, polinomi, algebre primali
- 08A45 compattezza equazionale
- 08A50 problemi della parola [vedi anche 03D40, 06B25, 20F10, 68R15]
- 08A55 algebre parziali
- 08A60 algebre unarie
- 08A62 algebre finitarie
- 08A65 algebre infinitarie
- 08A68 algebre eterogenee
- 08A70 applicazioni dell'algebra universale nell'informatica
- 08A72 strutture algebriche sfumate
- 08A99 argomenti diversi dai precedenti, ma in questa sezione

## 08Bxx
varietà
- 08B05 logica equazionale, condizioni di Mal'cev (Mal'tsev)
- 08B10 modularità della congruenza, distributività della congruenza
- 08B15 reticoli di varietà
- 08B20 algebre libere
- 08B25 prodotti, prodotti amalgamati ed altri generi di limiti e di colimiti [vedi anche 18A30]
- 08B26 prodotti sottodiretti ed irriducibilità sottodiretta
- 08B30 iniettivi, proiettivi
- 08B99 argomenti diversi dai precedenti, ma in questa sezione

## 08Cxx
altre classi di algebre
- 08C05 categorie di algebre [vedi anche 18C05]
- 08C10 classi di modelli assiomatici [vedi anche 03Cxx, in particolare 03C60]
- 08C15 quasivarietà
- 08C20 dualità naturali per classi di algebre [vedi anche 06E15, 18A40, 22A30]
- 08C99 argomenti diversi dai precedenti, ma in questa sezione